# 와키 히로키
와키 히로키(일본어: 脇 裕基, 1993년 2월 20일 ~ )는 일본의 전 축구 선수이다.

## 구단 경력
그는 2016년부터 2017년까지 J리그의 후지에다 MYFC에서 활동하였다.